# Volto Santo ai Prati
Volto Santo ai Prati era um pequeno oratório que ficava no número 7 do Lungotevere del Mellini e de frente para a Via Pietro Cavallini, no rione Prati de Roma. Era dedicado à Santa Face de Jesus. Construído em 1891, foi demolido pouco depois, em 1905, quando a região foi toda reurbanizada.

## História
A origem deste obscuro oratório está nas visões de Cristo experimentadas pela freira carmelita Marie de Saint-Pierre. A devoção à Santa Face de Jesus que ela iniciou foi apoiada por Leo Dupont e, quando ele morreu, em 1876, sua casa foi convertida pelo bispo de Tours no primeiro Oratório da Santa Face. Para administrá-lo, foi fundada uma congregação de padres diocesanos conhecida como Padres da Santa Face.
Como resposta aos ataques seculares sofridos pela Igreja Católica durante o século XIX, durante a ocupação francesa, durante a República Romana e finalmente depois da captura da capital em 1870, o papa Leão XIII demonstrou interesse em criar um oratório para os Padres da Santa Face em Roma para "expiar por esta blasfêmia e violação". Em 1885 ele aprovou a devoção.
Em resposta, os Padres abriram um oratório em Roma em 1891, pago por doações públicas na França. O primeiro superior foi o frade Jean-Baptiste Fourault, que escreveu várias obras sobre a devoção. Ele retornou para a França em 1905 e, aparentemente, o oratório foi demolido para permitir a reurbanização da área logo depois.